# Lista över svenska fäktare
Alfabetisk lista över framstående svenska fäktare indelade efter vapen, med individuella meriter inom parentes.

## Florettfäktare

### Män
- Stig Thunell (Skolungdomsmästare 1951, 1952, 1953.   NM-guld 1960)
- Simon Fessé (SM-guld 1961, 1962, 1964, 1965, 1971)
- Philip Lindgren (SM-guld 1986)
- Oskar Eliasson (SM-guld 1963, 1966)
- Birger Cnattingius (SM-guld 1913)
- Rolf Edling (SM-guld 1967)
- Lars Ekstedt (SM-guld 1977, 1978, 1980)
- Knut Enell (SM-guld 1915, 1916, 1918, 1924, 1925)
- Bo Eriksson (SM-guld 1945, 1948, 1949, 1951, 1952, 1953, 1954)
- Sven Fahlman (SM-guld 1950, 1955, 1956, 1959)
- Bengt Forssell (SM-guld 1943)
- Carl Forssell (SM-guld 1938, 1939, 1940, 1941, 1942, 1944, 1947)
- Arne Feesé (SM-guld 1934, 1937, 1946)
- Oskar Granler (SM-guld 1991, 1992, 1993, 1997, 2000, 2002, 2004, 2005)
- Carl Grevillius (SM-guld 1922)
- Nils Hellsten (SM-guld 1919, 1920)
- Max Hellström (SM-guld 1999, 2001, 2003)
- Carl Hjort (SM-guld 1911, 1912)
- Hans Jacobson (SM-guld 1972)
- Orvar Jönsson (SM-guld 1974)
- Ola Kajbjer (EM-brons delat 1992[1], SM-guld 1988, 1994, 1995[2])
- Hans Lagerwall (SM-guld 1957, 1960)
- Gustaf Lindblom (SM-guld 1917, 1923)
- Orwar Lindwall (SM-guld 1958, 1970)
- Åge Lundström (SM-guld 1914)
- Mattias Magnusson (SM-guld 2007)
- Christos Makropoulos (SM-guld 2006)
- Vincent Mindelöf (SM-guld 2016, 2017)
- Robert Pålman (SM-guld 1928)
- Lennart Rohlin (SM-guld 1968, 1973, 1975, 1976)
- Per Sundberg (SM-guld 1969)
- Ivar Tingdal (SM-guld 1935, 1936)
- Kenneth Täckenström (SM-guld 1979)
- Per Täckenström (SM-guld 1987)
- Bengt Uggla (SM-guld 1921, 1926, 1927, 1929, 1930, 1931, 1932, 1933)
- Peter Åkerberg (SM-guld 1981, 1984, 1989, 1990, 1998)
- Thomas Åkerberg (SM-guld 1982, 1983, 1985, 1996)
- Emil Nordman Rid (SM-guld 2023)

### Kvinnor
- Ulla Berg (SM-guld 1936, 1938) [3]
- Bodil Bergman (SM-guld 1999) [3]
- Katarina Block (DM-brons 2012)
- Gunilla Dahlström (SM-guld 1983) [3]
- Agnes Dicksson (SM-guld 1913, 1914, 1915) [3]
- Birgit Eiermann (SM-guld 2001) [3]
- Helena Elinder (SM-guld 1991) [3]
- Inger Elison (SM-guld 1970) [3]
- Sanne Gars (SM-guld 2004) [3]
- Berit Granquist (SM-guld 1935, 1937) [3]
- Ebba Gripenstedt (SM-guld 1933, 1934, 1940, 1941, 1943, 1944, 1946) [3]
- Inga Haglund (SM-guld 1949) [3]
- Ellen Hamilton (SM-guld 1920) [3]
- Elsa Hellquist (SM-guld 1911, 1917, 1921, 1922, 1924, 1928) [3]
- Barbro Hägge (SM-guld 1954) [3]
- Carin Klar (SM-guld 2006, 2007, 2009, 2010, 2011, 2012, 2013) [3]
- Christina Lagerwall (SM-guld 1956, 1957, 1958, 1959, 1960, 1961) [3]
- Ulrika Larsson (SM-guld 1998) [3]
- Linn Löfmark (SM-guld 2019) [3]
- Marianne Mellgren (SM-guld 1950, 1951, 1952, 1953) [3]
- Marie Oltner (SM-guld 1984, 1988, 1990, 1992, 1994) [3]
- Hanna Olsen (SM-guld 1918, 1919, 1923, 1925, 1926, 1931) [3]
- Kerstin Palm (JVM-guld 1965, 1966, [4] SM-guld 1962, 1963, 1964, 1965, 1966, 1967, 1968, 1969, 1971, 1972, 1973, 1974, 1976, 1977, 1979, 1980, 1981, 1982, 1985, 1986, 1987, 2005, 2008 [3] Veteran VM-guld 2005, 2007, 2009, 2010, Veteran EM-guld 2007, 2010)
- Louise du Rietz (SM-guld 1912) [3]
- Signe du Rietz (SM-guld 1916) [3]
- Maria Sjölin (SM-guld 1989) [3]
- Carin Stridbeck (SM-guld 1945) [3]
- Ester Schreiber (SM-guld 2014, 2015, 2016, 2017) [3]
- Miriam Schreiber (SM-guld 2018) [3]
- Lovisa Schåltz (SM-guld 2003) [3]
- Sigrid Söderlund (SM-guld 1939) [3]
- Maud-Ann Tesch (SM-guld 1975, 1978) [3]
- Elin Vanner (SM-guld 1947, 1948, 1955) [3]
- Paula Wallenburg (SM-guld 1993) [3]

## Sabelfäktare

### Män
- Hubert de Besche (SM-guld 1941, 1943, 1944)
- Stig Borestam (SM-guld 1950, 1959)
- Johan Classon (SM-guld 2000)
- Istvan Csillag (SM-guld 1977, 1984)
- Lars Ekstedt (SM-guld 1978)
- Carl-Olof Enhagen (SM-guld 1958, 1963, 1967)
- Bo Eriksson (SM-guld 1951)
- Mimmi Säll (DM-brons 1934)
- Arne Freese (SM-guld 1932)
- Hans Granfelt (SM-guld 1929, 1930, 1931, 1934, 1935, 1938, 1939, 1946)
- Prins Gustaf Adolf (SM-guld 1936, 1937, 1940)
- Ingvar Jönsson (SM-guld 1956, 1957, 1960, 1962, 1964, 1966)
- Orvar Jönsson (SM-guld 1973, 1974, 1975, 1976)
- Janos Kalmar (SM-guld 1972)
- Helge Lindau (SM-guld 1925)
- Bengt Ljungquist (SM-guld 1933)
- Gösta Mårtensson (SM-guld 1923)
- Knut Nordholm (SM-guld 1942, 1945, 1947, 1949)
- Henry Nordin (SM-guld 1948, 1952, 1953, 1954, 1955, 1965, 1969, 1970)
- Philippe Pace-Soler (SM-guld 1997)
- Dan Pescariu (SM-guld 1999)
- Robert Pålman (SM-guld 1926, 1928)
- Ingemar Svenstam (SM-guld 1961)
- Denes Szepesi (SM-guld 1968, 1971)
- Peep Talving (SM-guld 1992, 1993, 1994)
- Ivar Tingdal (SM-guld 1927)
- Lars Wallsten (SM-guld 1979, 1980, 1981, 1982, 1983, 1985, 1986, 1987)
- Carl Wenne (SM-guld 1924)
- Eric Wigren (SM-guld 2001, 2003, 2004, 2005, 2006)
- Erik Ågren (SM-guld 1988, 1990, 1995)
- Thomas Åkerberg (SM-guld 2002)
- Jari Åkerfeldt (SM-guld 1989, 1996, 1998)
- Thomas Årnfelt (SM-guld 2007)

### Kvinnor
- Rebecka Andersson (SM-guld 2010) [5]
- Elin Brännström (SM-guld 2008) [5]
- Hedda Cederlund (SM-silver 2017) [6]
- Larisa Dordevic (SM-brons delat 2016) [7]
- Ondine Duverger (SM-guld 2016) [5]
- Gabrielle Göthberg von Troil (SM-brons delat 2017) [6]
- Carin Klar (SM-guld 2011) [5]
- Camilla Martinsson (SM-guld 2006, 2007) [5]
- Anja Matic (SM-brons delat 2017) [6]
- Harriet Rundquist (SM-brons delat 2016) [7]
- Ester Schreiber (SM-silver 2016) [7]
- Miriam Schreiber (SM-guld 2017) [5]

## Värjfäktare

### Män
- Mats Ahlgren (SM-guld 1992, 1994)
- Gustav Almgren (SM-guld 1935)
- Peter Barvestad (SM-guld 1989, 1982)
- Jerri Bergström (SM-guld 1986, 1987, 1991)
- Georg Branting (SM-guld 1914)
- Carl-Erik Broms (SM-guld 1966)
- Per Carlesson (VM-brons 1949, SM-guld 1948, 1957, 1959)
- Frank Cervell (SM-guld 1938)
- Robert Dingl (SM-guld 2000, 2004)
- Hans Drakenberg (EM-guld 1935, EM-brons 1934)
- Otto Drakenberg (SM-guld i lag 1987, 1988, 1989, 1992, 1993)
- Gustaf Dyrssen (VM-silver 1934, SM-guld 1927, 1932, 1952)
- Rolf Edling (VM-guld 1973, 1974, VM-silver 1977, VM-brons 1971, SM-guld 1969, 1975, 1976, 1977)
- Knut Enell (SM-guld 1918, 1923, 1924, 1928)
- Bo Eriksson (SM-guld 1953)
- Carl von Essen (VM-brons 1969, SM-guld 1967, 1970, 1978)
- Sven Fahlman (VM-brons 1951, SM-guld 1951)
- Linus Islas Flygare (SM-guld 2016)
- Jonathan Svensson (SM-guld 2021, OS-kval-silver 2021)
- Paul Fogelberg (SM-guld 2005)
- Greger Forslöw (SM-guld 1988)
- Tor Forsse (SM-guld 2006)
- Carl Forssell (VM-silver 1950, SM-guld 1947, 1949, 1950)
- Ivar Genesjö (SM-guld 1964)
- Andres Gomez (SM-guld 1993)
- Hans Granfelt (SM-guld 1929, 1930)
- Carl Gripenstedt (SM-guld 1931)
- Johan Harmenberg (OS-guld 1980[8], VM-guld 1977)
- Nils Hellsten (OS-brons 1924,[8] SM-guld 1917, 1919, 1920)
- Leif Högström (SM-guld 1979)
- Hans Jacobson (VM-silver 1973, VM-brons 1978, SM-guld 1974)
- Rolf Julin (SM-guld 1944)
- Orvar Jönsson (SM-guld 1972)
- Andreas Kertesz (EM-brons delat 1995[9], SM-guld 1996)
- Hans Lagerwall (VM-silver 1961, SM-guld 1960, 1962)
- Åke Landfors (SM-guld 1983)
- Gustaf Lindblom (SM-guld 1911, 1912)
- Orwar Lindwall (SM-guld 1963)
- Ulf Ling-Vannerus (SM-guld 1965)
- Bengt Ljungquist (VM-silver 1947, SM-guld 1941, 1943, 1954)
- Lennart Magnusson (SM-guld 1956)
- Göran Malkar (SM-guld 1980)
- Magnus Malmgren (SM-guld 2001, 2002, 2003)
- Bobby Malmström (SM-guld 1984)
- Fredrik Nilsson (SM-guld 1995, 1997, 1999)
- Adrian Pop (SM-guld 2007)
- Berndt-Otto Rehbinder (SM-guld 1958, 1961)
- Nils Rydström (SM-guld 1946)
- Ulf Sandegren (SM-guld 1985, 1990)
- John Sandwall (SM-guld 1955)
- Per Sundberg (SM-guld 1971)
- Dicki Sörensen (SM-guld 1968)
- Sven Thofelt (SM-guld 1934, 1937, 1942, 1945)
- Hans Törnblom (SM-guld 1921)
- Bertil Uggla (SM-guld 1922, 1925, 1926)
- Carl-Johan Wachtmeister (SM-guld 1936, 1939, 1940)
- Peter Vanky (VM-silver 1998, EM-brons delat 1995,[9] 1999, SM-guld 1998)
- Jaan Veanes (SM-guld 1973)
- Björne Väggö (OS-silver 1984,[8] SM-guld 1981)
- Raul Årmann (SM-guld 1933)

### Kvinnor
- Pia Albertson (SM-guld 1990) [10]
- Kinka Barvestad (SM-guld 2009, 2010, 2014, 2016) [10]
- Johanna Bergdahl (SM-guld 2007, 2008, 2013) [10]
- Kerstin Danielsson (SM-guld 1988, 1991, 1995) [10]
- Helena Elinder (deltog i OS 1996, SM-guld 1996 [10])
- Agneta Flygare (SM-guld 1984, 1989) [10]
- Sanne Gars (SM-guld 2011, 2012) [10]
- Sophie Haarlem (SM-guld 1997, 2001) [10]
- Sofia Hedkvist (SM-guld 1998) [10]
- Maria Isaksson (SM-guld 2002, 2004) [10]
- Kristina Josefsson (SM-guld 1986) [10]
- Sofie Larsson (SM-guld 2003, 2005, 2017) [10]
- Camilla Luthman (SM-guld 1999) [10]
- Emelie Mumm (SM-guld 2019, 2021) [10]
- Marie Oltner (SM-guld 1985, 1887, 1992, 1993) [10]
- Pia Pivalica-Björk (SM-guld 1994) [10]
- Emma Samuelsson (VM-silver 2015, EM-silver 2007[11], 8:a i OS 2012, SM-guld 2015 [10])
- Charlotte Wahl (SM-guld 2000) [10]
- Nina Westman (SM-guld 2006) [10]
- Natalie Wramner (SM-guld 2018) [10]